# Lettonia ai Giochi della XXX Olimpiade
La Lettonia ha partecipato ai Giochi della XXX Olimpiade, svoltisi dal 27 luglio al 12 agosto 2012. È stata la 10ª partecipazione degli atleti lettoni e la sesta del periodo post-sovietico.
Gli atleti della delegazione lettone sono stati 46 (32 uomini e 14 donne), in 12 discipline. Alla cerimonia di apertura il portabandiera è stato il giocatore di beach volley Mārtiņš Pļaviņš, mentre la portabandiera della cerimonia di chiusura è stata Ineta Radēviča, atleta specializzata nel salto in lungo.
La Lettonia ha ottenuto un totale di 2 medaglie (1 oro e 1 bronzo).

## Medaglie
| Riepilogo quotidiano | Riepilogo quotidiano | Riepilogo quotidiano | Riepilogo quotidiano | Riepilogo quotidiano | Riepilogo quotidiano | Riepilogo quotidiano |
| -------------------- | -------------------- | -------------------- | -------------------- | -------------------- | -------------------- | -------------------- |
| Giorno               | Data                 |                      |                      |                      | Totale               |                      |
| 1º                   | 27                   | —                    | —                    | —                    | —                    |                      |
| 2º                   | 28                   | 0                    | 0                    | 0                    | 0                    |                      |
| 3º                   | 29                   | 0                    | 0                    | 0                    | 0                    |                      |
| 4º                   | 30                   | 0                    | 0                    | 0                    | 0                    |                      |
| 5º                   | 31                   | 0                    | 0                    | 0                    | 0                    |                      |
| 6º                   | 1                    | 0                    | 0                    | 0                    | 0                    |                      |
| 7º                   | 2                    | 0                    | 0                    | 0                    | 0                    |                      |
| 8º                   | 3                    | 0                    | 0                    | 0                    | 0                    |                      |
| 9º                   | 4                    | 0                    | 0                    | 0                    | 0                    |                      |
| 10º                  | 5                    | 0                    | 0                    | 0                    | 0                    |                      |
| 11º                  | 6                    | 0                    | 0                    | 0                    | 0                    |                      |
| 12º                  | 7                    | 0                    | 0                    | 0                    | 0                    |                      |
| 13º                  | 8                    | 0                    | 0                    | 0                    | 0                    |                      |
| 14º                  | 9                    | 0                    | 0                    | 1                    | 1                    |                      |
| 15º                  | 10                   | 1                    | 0                    | 0                    | 1                    |                      |
| 16º                  | 11                   | 0                    | 0                    | 0                    | 0                    |                      |
| 17º                  | 12                   | 0                    | 0                    | 0                    | 0                    |                      |
| Totale               | Totale               | 1                    | 0                    | 1                    | 2                    |                      |

### Medagliere per discipline
| Sport        | Oro | Argento | Bronzo | Totale |
| ------------ | --- | ------- | ------ | ------ |
| Ciclismo     | 1   | 0       | 0      | 1      |
| Beach volley | 0   | 0       | 1      | 1      |
| Totale       | 1   | 0       | 1      | 2      |

### Medaglie d'oro
| Medaglia | Nome             | Sport    | Evento       |
| -------- | ---------------- | -------- | ------------ |
| Oro      | Māris Štrombergs | Ciclismo | BMX maschile |

### Medaglie di bronzo
| Medaglia | Nome                          | Sport     | Evento                |
| -------- | ----------------------------- | --------- | --------------------- |
| Bronzo   | Mārtiņš Pļaviņš Jānis Šmēdiņš | Pallavolo | Beach volley maschile |

## Atletica leggera
| Q | Qualificato al turno successivo per la posizione in qualificazione                                                           |
| q | Qualificato per il turno successivo per ripescaggio o, negli eventi su campo, conquistando la misura minima per qualificarsi |

### Maschile
Eventi di corsa su pista e strada
| Atleta               | Evento       | Batteria                | Batteria                | Quarti di finale        | Quarti di finale        | Semifinale              | Semifinale              | Finale                  | Finale                  |
| Atleta               | Evento       | Risultato               | Posizione               | Risultato               | Posizione               | Risultato               | Posizione               | Risultato               | Posizione               |
| -------------------- | ------------ | ----------------------- | ----------------------- | ----------------------- | ----------------------- | ----------------------- | ----------------------- | ----------------------- | ----------------------- |
| Ronalds Arājs        | 100 m        | ritirato per infortunio | ritirato per infortunio | ritirato per infortunio | ritirato per infortunio | ritirato per infortunio | ritirato per infortunio | ritirato per infortunio | ritirato per infortunio |
| Dmitrijs Jurkevičs   | 1500 m       | 3'41"40                 | 9º                      | N.D.                    | N.D.                    | non qualificato         | non qualificato         | non qualificato         | non qualificato         |
| Igors Kazakēvičs     | Marcia 50 km | N.D.                    | N.D.                    | N.D.                    | N.D.                    | N.D.                    | N.D.                    | 4h 06'47"               | 45°                     |
| Jānis Leitis         | 400 m        | 46"41                   | 5º                      | N.D.                    | N.D.                    | non qualificato         | non qualificato         | non qualificato         | non qualificato         |
| Arnis Rumbenieks     | Marcia 20 km | N.D.                    | N.D.                    | N.D.                    | N.D.                    | N.D.                    | N.D.                    | 1h 26'26"               | 45°                     |
| Valērijs Žolnerovičs | Maratona     | N.D.                    | N.D.                    | N.D.                    | N.D.                    | N.D.                    | N.D.                    | DNF                     | DNF                     |

Eventi su campo
| Atleta             | Evento                 | Qualificazioni | Qualificazioni | Finale          | Finale          |
| Atleta             | Evento                 | Misura         | Posizione      | Misura          | Posizione       |
| ------------------ | ---------------------- | -------------- | -------------- | --------------- | --------------- |
| Mareks Ārents      | Salto con l'asta       | 5,35 m         | 22°            | non qualificato | non qualificato |
| Ainārs Kovals      | Lancio del giavellotto | 79,19 m        | 17°            | non qualificato | non qualificato |
| Zigismunds Sirmais | Lancio del giavellotto | NM             | -              | non qualificato | non qualificato |
| Igors Sokolovs     | Lancio del martello    | 72,76 m        | 21°            | non qualificato | non qualificato |
| Māris Urtāns       | Getto del peso         | 19,13 m        | 27°            | non qualificato | non qualificato |
| Vadims Vasiļevskis | Lancio del giavellotto | 72,81 m        | 38°            | non qualificato | non qualificato |

Eventi combinati
| Atleta       | Evento    |           | 100 m | SL     | LP      | SA     | 400 m | 110H  | LD      | SAT    | LG      | 1500 m  | Finale | Posizione |
| ------------ | --------- | --------- | ----- | ------ | ------- | ------ | ----- | ----- | ------- | ------ | ------- | ------- | ------ | --------- |
| Edgars Eriņš | Decathlon | Risultato | 10"99 | 6,98 m | 13,45 m | 1,93 m | 50"62 | 15"22 | 45,10 m | 4,50 m | 57,35 m | 4'35"88 | 7649   | 22°       |
| Edgars Eriņš | Decathlon | Punti     | 863   | 809    | 695     | 740    | 786   | 823   | 769     | 760    | 698     | 706     | 7649   | 22°       |

### Femminile
Eventi di corsa su pista e strada
| Atleta            | Evento       | Batteria  | Batteria  | Finale    | Finale    |
| Atleta            | Evento       | Risultato | Posizione | Risultato | Posizione |
| ----------------- | ------------ | --------- | --------- | --------- | --------- |
| Dace Lina         | Maratona     | N.D.      | N.D.      | 2h 47'47" | 98ª       |
| Poļina Jeļizarova | 3000 m siepi | 9'27"21   | 4ª Q      | 9'38"56   | 13ª       |
| Agnese Pastare    | Marcia 20 km | N.D.      | N.D.      | 1h 31'54" | 24ª       |

Eventi su campo
| Atleta               | Evento                 | Qualificazioni | Qualificazioni | Finale          | Finale          |
| Atleta               | Evento                 | Misura         | Posizione      | Misura          | Posizione       |
| -------------------- | ---------------------- | -------------- | -------------- | --------------- | --------------- |
| Lauma Grīva          | Salto in lungo         | 6,10 m         | 28ª            | non qualificata | non qualificata |
| Līna Mūze            | Lancio del giavellotto | 59,91 m        | 13ª            | non qualificata | non qualificata |
| Madara Palameika     | Lancio del giavellotto | 60,62 m        | 10ª q          | 60,73 m         | 8ª              |
| Sinta Ozoliņa-Kovala | Lancio del giavellotto | 58,86 m        | 20ª            | non qualificata | non qualificata |
| Ineta Radēviča       | Salto in lungo         | 6,68 m         | 5ª q           | 6,88 m          | 4ª              |

Eventi combinati
| Atleta          | Evento    |           | 100H  | SA   | GP    | 200 m | SL          | LG          | 800 m       | Finale | Posizione |
| --------------- | --------- | --------- | ----- | ---- | ----- | ----- | ----------- | ----------- | ----------- | ------ | --------- |
| Aiga Grabuste   | Eptathlon | Risultato | 13"65 | 1,77 | 13,52 | DNS   | abbandonato | abbandonato | abbandonato | DNF    | DNF       |
| Aiga Grabuste   | Eptathlon | Punti     | 1028  | 941  | 762   | 0     | abbandonato | abbandonato | abbandonato | DNF    | DNF       |
| Laura Ikauniece | Eptathlon | Risultato | 13"71 | 1,83 | 12,64 | 24,16 | 6,13        | 51,27       | 2'12"13     | 6414   | 9ª        |
| Laura Ikauniece | Eptathlon | Punti     | 1020  | 1016 | 704   | 965   | 890         | 885         | 934         | 6414   | 9ª        |

## Canoa/Kayak

### Velocità
| FA | Qualificato in finale A (per le medaglie)                       |
| FB | Qualificato in finale B (non per le medaglie)                   |
| Q  | Qualificato al turno successivo per posizione in qualificazione |
| q  | Qualificato al turno successivo per ripescaggio                 |

Maschile
| Atleta                             | Evento    | Batteria | Batteria   | Semifinale | Semifinale | Finale | Finale     |
| Atleta                             | Evento    | Tempo    | Classifica | Tempo      | Classifica | Tempo  | Classifica |
| ---------------------------------- | --------- | -------- | ---------- | ---------- | ---------- | ------ | ---------- |
| Aleksejs Rumjancevs Krists Straume | K-2 200 m | 34"447   | 5º Q       | 34"140     | 5º FB      | 36"110 | 11º        |

## Ciclismo

### Ciclismo su strada
Maschile
| Atleta              | Evento         | Tempo     | Classifica |
| ------------------- | -------------- | --------- | ---------- |
| Aleksejs Saramotins | Corsa in linea | 5h 46'37" | 56º        |

### BMX
Maschile
| Atleta           | Evento      | Seeding   | Seeding   | Quarti di finale | Quarti di finale | Semifinale | Semifinale | Finale          | Finale          |
| Atleta           | Evento      | Risultato | Posizione | Punti            | Posizione        | Punti      | Posizione  | Punti           | Posizione       |
| ---------------- | ----------- | --------- | --------- | ---------------- | ---------------- | ---------- | ---------- | --------------- | --------------- |
| Māris Štrombergs | Individuale | 38"697    | 11º       | 8 p.ti           | 2º Q             | 10 p.ti    | 3º Q       | 37,576          |                 |
| Edžus Treimanis  | Individuale | DNF       | 32º       | 12 p.ti          | 2º Q             | 14 p.ti    | 5º         | non qualificato | non qualificato |
| Rihards Veide    | Individuale | 38"753    | 13°       | 19 p.ti          | 3° q             | 18 p.ti    | 7°         | non qualificato | non qualificato |

Femminile
| Atleta            | Evento      | Seeding   | Seeding   | Quarti di finale | Quarti di finale | Semifinale | Semifinale | Finale          | Finale          |
| Atleta            | Evento      | Risultato | Posizione | Punti            | Posizione        | Punti      | Posizione  | Punti           | Posizione       |
| ----------------- | ----------- | --------- | --------- | ---------------- | ---------------- | ---------- | ---------- | --------------- | --------------- |
| Sandra Aleksejeva | Individuale | 41"752    | 13ª       | N.D.             | N.D.             | 19 p.ti    | 7ª         | non qualificata | non qualificata |

## Ginnastica

### Ginnastica artistica
Maschile
| Atleta             | Evento               | Qualificazione | Qualificazione | Qualificazione | Qualificazione | Qualificazione | Qualificazione | Qualificazione | Qualificazione | Finale          | Finale          | Finale          | Finale          | Finale          | Finale          | Finale          | Finale          |
| Atleta             | Evento               | Attrezzo       | Attrezzo       | Attrezzo       | Attrezzo       | Attrezzo       | Attrezzo       | Totale         | Posizione      | Attrezzo        | Attrezzo        | Attrezzo        | Attrezzo        | Attrezzo        | Attrezzo        | Totale          | Posizione       |
| Atleta             | Evento               | CL             | C              | A              | V              | P              | S              | Totale         | Posizione      | CL              | C               | A               | V               | P               | S               | Totale          | Posizione       |
| ------------------ | -------------------- | -------------- | -------------- | -------------- | -------------- | -------------- | -------------- | -------------- | -------------- | --------------- | --------------- | --------------- | --------------- | --------------- | --------------- | --------------- | --------------- |
| Dmitrijs Trefilovs | Concorso individuale | 12.900         | 14.233         | 13.133         | 14.733         | 13.533         | 14.033         | 82.565         | 38º            | non qualificato | non qualificato | non qualificato | non qualificato | non qualificato | non qualificato | non qualificato | non qualificato |

## Judo
Maschile
| Atleta                  | Evento  | 16-esimi                       | Ottavi                      | Quarti               | Semifinali           | Ripescaggio          | Med. bronzo          | Finale               | Posizione       |
| Atleta                  | Evento  | Avversario Risultato           | Avversario Risultato        | Avversario Risultato | Avversario Risultato | Avversario Risultato | Avversario Risultato | Avversario Risultato | Posizione       |
| ----------------------- | ------- | ------------------------------ | --------------------------- | -------------------- | -------------------- | -------------------- | -------------------- | -------------------- | --------------- |
| Konstantīns Ovčiņņikovs | -81 kg  | L. Guilheiro (BRA) P 0020–0010 | non qualificato             | non qualificato      | non qualificato      | non qualificato      | non qualificato      | non qualificato      | non qualificato |
| Jevgeņijs Borodavko     | -100 kg | A. Liu (ASM) V 0100–0000       | D. Peters (DEU) P 0000–0011 | non qualificato      | non qualificato      | non qualificato      | non qualificato      | non qualificato      | non qualificato |

## Lotta
| VT | Vittoria per atterramento                           |
| PP | Vittoria a punti (lo sconfitto con punti tecnici)   |
| PO | Vittoria a punti (lo sconfitto senza punti tecnici) |

### Libera
Maschile
| Atleta            | Evento | Qualificazione       | Ottavi                                  | Quarti                               | Semifinali           | Ripescaggio Turno 2  | Ripescaggio Turno 2  | Finale               | Posizione |
| Atleta            | Evento | Avversario Risultato | Avversario Risultato                    | Avversario Risultato                 | Avversario Risultato | Avversario Risultato | Avversario Risultato | Avversario Risultato | Posizione |
| ----------------- | ------ | -------------------- | --------------------------------------- | ------------------------------------ | -------------------- | -------------------- | -------------------- | -------------------- | --------- |
| Armands Zvirbulis | -84 kg | Bye                  | J.D. Díaz (VEN) V 3–1PP (0-1, 1-0, 1-0) | S. Gatcyjeŭ (BLR) P 1-3PP (0-1, 2-2) | non qualificato      | non qualificato      | non qualificato      | non qualificato      | 10º       |

Femminile
| Atleta                | Evento | Qualificazione       | Ottavi                                      | Quarti                                 | Semifinali           | Ripescaggio Turno 2  | Ripescaggio Turno 2  | Finale               | Posizione |
| Atleta                | Evento | Avversario Risultato | Avversario Risultato                        | Avversario Risultato                   | Avversario Risultato | Avversario Risultato | Avversario Risultato | Avversario Risultato | Posizione |
| --------------------- | ------ | -------------------- | ------------------------------------------- | -------------------------------------- | -------------------- | -------------------- | -------------------- | -------------------- | --------- |
| Anastasija Grigorjeva | -63 kg | Bye                  | E. Pirozhkova (USA) V 3–1PP (0-2, 5-0, 2-0) | S. Battsetseg (MGL) P 0-3PO (0-5, 4-5) | non qualificata      | non qualificata      | non qualificata      | non qualificata      | 9ª        |

## Nuoto e sport acquatici

### Nuoto
Maschile
| Atleta       | Evento             | Batteria | Batteria   | Semifinale      | Semifinale      | Finale          | Finale          |
| Atleta       | Evento             | Tempo    | Classifica | Tempo           | Classifica      | Tempo           | Classifica      |
| ------------ | ------------------ | -------- | ---------- | --------------- | --------------- | --------------- | --------------- |
| Uvis Kalniņš | 100 m stile libero | 49"96    | 30º        | non qualificato | non qualificato | non qualificato | non qualificato |

Femminile
| Atleta            | Evento            | Batteria | Batteria   | Semifinale      | Semifinale      | Finale          | Finale          |
| Atleta            | Evento            | Tempo    | Classifica | Tempo           | Classifica      | Tempo           | Classifica      |
| ----------------- | ----------------- | -------- | ---------- | --------------- | --------------- | --------------- | --------------- |
| Gabriela Ņikitina | 50 m stile libero | 26"26    | 39ª        | non qualificata | non qualificata | non qualificata | non qualificata |

## Beach volley/Pallavolo

### Beach volley

#### Maschile

##### Coppia Pļaviņš-Šmēdiņš
Rosa
|  | Naz.                |  | Sportivo        | Anno | Alt.   |  |
|  | ------------------- |  | --------------- | ---- | ------ |  |
|  | Lettonia (bandiera) |  | Mārtiņš Pļaviņš | 1985 | 1,90 m |  |
|  | Lettonia (bandiera) |  | Jānis Šmēdiņš   | 1987 | 1,90 m |  |

Fase a gironi - Girone E
| 29/07/2012 | 15.30 | Erdmann - Matysik  | 1 - 2 | Pļaviņš - Šmēdiņš     | (21-19, 21-23, 9-15) | Horse Guards Parade |
| 31/07/2012 | 14:30 | Pļaviņš - Šmēdiņš  | 2 - 0 | Villafañe - Hernández | (21-14 , 21-16 )     | Horse Guards Parade |
| 02/08/2012 | 9:00  | Nummerdor - Schuil | 0 - 2 | Pļaviņš - Šmēdiņš     | (14-21 ,18-21 )      | Horse Guards Parade |

| Pos. | Coppie                | Pt | G | V | P | Sv | Sp | Sr    | Pv  | Pp  | Pr    |
| ---- | --------------------- | -- | - | - | - | -- | -- | ----- | --- | --- | ----- |
| 1    | Pļaviņš - Šmēdiņš     | 6  | 3 | 3 | 0 | 6  | 1  | 6.000 | 141 | 113 | 1.248 |
| 2    | Nummerdor - Schuil    | 5  | 3 | 2 | 1 | 4  | 3  | 1.333 | 127 | 116 | 1.095 |
| 3    | Erdmann - Matysik     | 4  | 3 | 1 | 2 | 3  | 5  | 0.600 | 132 | 148 | 0.892 |
| 4    | Villafañe - Hernández | 3  | 3 | 0 | 3 | 2  | 6  | 0.333 | 128 | 151 | 0.848 |

Ottavi di finale
| Londra 3 agosto 2012, ore 13:00 BST | Pļaviņš-Šmēdiņš                | 2 – 0 (21-18; 21-16) referto | Skarlund-Spinnangr | Horse Guards Parade\| Arbitri: \| Richard Casutt Osvaldo Sumavil \| |
| Arbitri:                            | Richard Casutt Osvaldo Sumavil |                              |                    |                                                                     |

Quarti di finale
| Londra 6 agosto 2012, ore 19:00 BST | Pļaviņš-Šmēdiņš                       | 2 – 1 (19-21; 21-18; 15-11) referto | Gibb-Rosenthal | Horse Guards Parade\| Arbitri: \| Jonas Personeni José Padron Hernandez \| |
| Arbitri:                            | Jonas Personeni José Padron Hernandez |                                     |                |                                                                            |

Semifinale
| Londra 7 agosto 2012, ore 17:00 BST | Emanuel-Alison                             | 2 – 0 (21-15; 22-20) referto | Pļaviņš-Šmēdiņš | Horse Guards Parade\| Arbitri: \| José Padron Hernandez Rui Miranda Carvalho \| |
| Arbitri:                            | José Padron Hernandez Rui Miranda Carvalho |                              |                 |                                                                                 |

Finale 3º - 4º posto
| Londra 9 agosto 2012, ore 19:00 BST | Pļaviņš-Šmēdiņš             | 2 – 1 (19-21; 21-19; 15-11) referto | Nummerdor-Schuil | Horse Guards Parade\| Arbitri: \| Leijun Wang Daniel Lee Apol \| |
| Arbitri:                            | Leijun Wang Daniel Lee Apol |                                     |                  |                                                                  |

 Coppia Pļaviņš-Šmēdiņš - Posizione nella classifica finale: 3º posto

##### Coppia Samoilovs-Sorokins
Rosa
|  | Naz.                |  | Sportivo             | Anno | Alt.   |  |
|  | ------------------- |  | -------------------- | ---- | ------ |  |
|  | Lettonia (bandiera) |  | Aleksandrs Samoilovs | 1985 | 1,95 m |  |
|  | Lettonia (bandiera) |  | Ruslans Sorokins     | 1982 | 1,97 m |  |

Fase a gironi - Girone D
| 28/07/2012 | 10.00 | Fijałek - Prudel     | 1 - 2 | Samoilovs - Sorokins | (21-12, 15-21, 12-15) | Horse Guards Parade |
| 30/07/2012 | 12:00 | Samoilovs - Sorokins | 2 - 0 | Chiya - Goldschmidt  | (21-13 , 21-10 )      | Horse Guards Parade |
| 01/08/2012 | 16:30 | Gibb - Rosenthal     | 2 - 0 | Samoilovs - Sorokins | (21-10 ,21-16 )       | Horse Guards Parade |

| Pos. | Coppie             | Pt | G | V | P | Sv | Sp | Sr    | Pv  | Pp  | Pr    |
| ---- | ------------------ | -- | - | - | - | -- | -- | ----- | --- | --- | ----- |
| 1    | Fijałek-Prudel     | 5  | 3 | 2 | 1 | 5  | 2  | 2.500 | 132 | 115 | 1.148 |
| 2    | Gibb-Rosenthal     | 5  | 3 | 2 | 1 | 4  | 2  | 2.000 | 119 | 89  | 1.337 |
| 3    | Samoilovs-Sorokins | 5  | 3 | 2 | 1 | 4  | 3  | 1.333 | 116 | 113 | 1.027 |
| 4    | Chiya-Goldschmidt  | 3  | 3 | 0 | 3 | 0  | 6  | 0.000 | 76  | 126 | 0.603 |

Ottavi di finale
| Londra 4 agosto 2012, ore 17:00 BST | Brink-Reckermann                    | 2 – 0 (21-12; 21-17) referto | Samoilovs-Sorokins | Horse Guards Parade\| Arbitri: \| José Padron Hernandez Damien Searle \| |
| Arbitri:                            | José Padron Hernandez Damien Searle |                              |                    |                                                                          |

 Coppia Samoilovs-Sorokins: Eliminata - Posizione nella classifica finale: 9º posto pari merito con  Svizzera,  Norvegia,  Stati Uniti,  Spagna,  Germania e  Russia

## Pentathlon moderno
Maschile
| Atleta            | Evento        | Scherma   | Scherma | Scherma  | Nuoto   | Nuoto | Nuoto    | Equitazione | Equitazione | Equitazione | Combinato: corsa/pistola | Combinato: corsa/pistola | Combinato: corsa/pistola | Totale | Posizione finale |
| Atleta            | Evento        | Risultati | Pos.    | PM punti | Tempo   | Pos.  | PM punti | Penalità    | Pos.        | PM punti    | Tempo                    | Pos.                     | PM punti                 | Totale | Posizione finale |
| ----------------- | ------------- | --------- | ------- | -------- | ------- | ----- | -------- | ----------- | ----------- | ----------- | ------------------------ | ------------------------ | ------------------------ | ------ | ---------------- |
| Deniss Čerkovskis | Gara maschile | 23–12     | 4º      | 952      | 2'10"78 | 28º   | 1232     | 224         | 32º         | 976         | 10'46"88                 | 13º                      | 2416                     | 5576   | 19º              |

Femminile
| Atleta           | Evento         | Scherma   | Scherma | Scherma  | Nuoto   | Nuoto | Nuoto    | Equitazione | Equitazione | Equitazione | Combinato: corsa/pistola | Combinato: corsa/pistola | Combinato: corsa/pistola | Totale | Posizione finale |
| Atleta           | Evento         | Risultati | Pos.    | PM punti | Tempo   | Pos.  | PM punti | Penalità    | Pos.        | PM punti    | Tempo                    | Pos.                     | PM punti                 | Totale | Posizione finale |
| ---------------- | -------------- | --------- | ------- | -------- | ------- | ----- | -------- | ----------- | ----------- | ----------- | ------------------------ | ------------------------ | ------------------------ | ------ | ---------------- |
| Jeļena Rubļevska | Gara femminile | 25–10     | 1ª      | 1000     | 2'26"93 | 32ª   | 1040     | 64          | 16ª         | 1136        | 12'17"22                 | 15ª                      | 2052                     | 5228   | 8ª               |

## Sollevamento pesi
Maschile
| Atleta           | Evento  | Strappo   | Strappo    | Slancio   | Slancio    | Totale | Classifica |
| Atleta           | Evento  | Risultato | Classifica | Risultato | Classifica | Totale | Classifica |
| ---------------- | ------- | --------- | ---------- | --------- | ---------- | ------ | ---------- |
| Artūrs Plēsnieks | -105 kg | 175       | 10°        | 215       | 7°         | 390    | 7°         |

## Tennis tavolo
Maschile
| Atleta        | Evento  | Preliminari          | Round 1                                                              | Round 2                                         | Round 3              | Round 4              | Quarti di finale     | Semifinale           | Finale               | Posizione       |
| Atleta        | Evento  | Avversario Risultato | Avversario Risultato                                                 | Avversario Risultato                            | Avversario Risultato | Avversario Risultato | Avversario Risultato | Avversario Risultato | Avversario Risultato | Posizione       |
| ------------- | ------- | -------------------- | -------------------------------------------------------------------- | ----------------------------------------------- | -------------------- | -------------------- | -------------------- | -------------------- | -------------------- | --------------- |
| Matīss Burģis | Singolo | Bye                  | P.L. Hinse (CAN) V 4-3 (14-12, 11-2, 7-11, 9-11, 13-11, 15-17, 11-8) | A. Smirnov (RUS) P 0-4 (5-11, 5-11, 4-11, 9-11) | non qualificato      | non qualificato      | non qualificato      | non qualificato      | non qualificato      | non qualificato |

## Tiro a segno/volo
Maschile
| Atleta            | Evento                  | Qualificazione | Qualificazione | Finale          | Finale          |
| Atleta            | Evento                  | Punteggio      | Classifica     | Punteggio       | Classifica      |
| ----------------- | ----------------------- | -------------- | -------------- | --------------- | --------------- |
| Afanasijs Kuzmins | Pistola 25 m automatica | 569            | 17º            | non qualificato | non qualificato |